# Salvador (Bahia)
|  | For filmen, se Salvador (film) |
12°53′22.04″S 38°27′17.62″V / 12.8894556°S 38.4548944°V
Salvador (Bahia de São Salvador, Bahia) er hovedstaden i den brasilianske delstat Bahia. Byen er et vigtigt
industri- og handelscenter for den nordlige del af Brasilien. I 2005, var byen den femte mest besøgte turistdestination i
Brasilien.
efter Rio de Janeiro, Foz do Iguaçu, São Paulo og Florianópolis. En af årsagerne til Salvadors popularitet blandt
turister er den gamle bydel, der er optaget på UNESCOs liste over verdenskulturarv. En anden er byens strande, hvoraf
Porto da Barra stranden er blandt verdens bedste. En tredje årsag er, at Salvador er kendt for sit rige kulturliv, der blandt andet bunder i den nære tilknytning til Afrika, godt 80% af byens indbyggere er af afrikansk afstamning
Byen er den tredje mest befolkede by i Brasilien, efter Sao Paulo og Rio de Janeiro og den niende mest befolkede by i
Latinamerika efter Mexico City, São Paulo, Buenos Aires, Lima, Bogotá, Rio de Janeiro, Santiago og Caracas.

## Geografi

### Beliggenhed
Salvador er beliggende på en halvø der der på den ene side vender ud imod Atlanterhavet og på den anden side vender ind imod
Allehelgens-bugten (Baía de todos santos). Udover den del af byen der ligger på denne halvø, består kommunen også af 2 større
øer i bugten: Ilha dos Frades og Ilha de Maré.
Et særligt kendetegn ved Bahia, er den klint, der deler byen i Cidade Baixa ("den lave by" – den nordvestlige del af byen) og Cidade Alta ("den høje by" – resten af byen), der ligger cirka 85 meter højere end Cidade Baixa. I Cidade Alta ligger
byens katedral og de fleste administrative bygninger. Højdeforskellen har gjort, at man i 1873 byggede en elevator til at forbinde de 2 dele af byen: Elevador Lacerda

### Administrativ opdeling
Byen er opdelt i 18 administrative regioner.
| RA    | Navn                    | Areal (km²) | Indbyggertal (2000) | Befolkningstæthed (2000) |
| I     | Centro                  | 6,98        | 85.614              | 12.265,62                |
| II    | Itapagipe               | 7,33        | 159.050             | 21.698,50                |
| III   | São Caetano             | 9,54        | 211.580             | 22.178,20                |
| IV    | Liberdade               | 7,20        | 187.447             | 26.034,31                |
| V     | Brotas                  | 11,15       | 191.013             | 17.131,21                |
| VI    | Barra                   | 5,84        | 83.772              | 14.344,52                |
| VII   | Rio Vermelho            | 6,08        | 157.114             | 25.841,12                |
| VIII  | Pituba / Costa Azul     | 11,23       | 104.781             | 9.330,45                 |
| IX    | Boca do Rio / Patamares | 19,70       | 82.818              | 4.203,96                 |
| X     | Itapuã                  | 45,13       | 175.020             | 3.878,13                 |
| XI    | Cabula                  | 10,12       | 137.339             | 13.571,05                |
| XII   | Tancredo Neves          | 15,36       | 188.444             | 12.268,49                |
| XIII  | Pau da Lima             | 21,35       | 204.383             | 9.572,97                 |
| XIV   | Cajazeiras              | 13,92       | 118.197             | 8.491,16                 |
| XV    | Ipitanga                | 39,91       | 36.616              | 917,46                   |
| XVI   | Valéria                 | 21,58       | 67.985              | 3.150,37                 |
| XVII  | Subûrbios Ferroviãrios  | 26,84       | 245.217             | 9.136,25                 |
| XVIII | Ilhas                   | 30,28       | 6.717               | 221,83                   |

#### I – Centro
Tekst mangler, hjælp os med at skrive teksten

#### II – Itapagipe
Tekst mangler, hjælp os med at skrive teksten

#### III – São Caetano
Tekst mangler, hjælp os med at skrive teksten

#### IV – Liberdade
Tekst mangler, hjælp os med at skrive teksten

#### V – Brotas
Tekst mangler, hjælp os med at skrive teksten

#### VI – Barra
Tekst mangler, hjælp os med at skrive teksten

#### VII – Rio Vermelho
Tekst mangler, hjælp os med at skrive teksten

#### VIII – Pituba / Costa Azul
Tekst mangler, hjælp os med at skrive teksten

#### IX – Boca do Rio / Patamares
Tekst mangler, hjælp os med at skrive teksten

#### X – Itapuã
Tekst mangler, hjælp os med at skrive teksten

#### XI – Cabula
Tekst mangler, hjælp os med at skrive teksten

#### XII – Tancredo Neves
Tekst mangler, hjælp os med at skrive teksten

#### XIII – Pau da Lima
Tekst mangler, hjælp os med at skrive teksten

#### XIV – Cajazeiras
Tekst mangler, hjælp os med at skrive teksten

#### XV – Ipitanga
Tekst mangler, hjælp os med at skrive teksten

#### XVI – Valéria
Tekst mangler, hjælp os med at skrive teksten

#### XVII – Subûrbios Ferroviãrios
Tekst mangler, hjælp os med at skrive teksten

#### XVIII – Ilhas
Tekst mangler, hjælp os med at skrive teksten

### Klima
|                      | Jan  | Feb  | Mar   | Apr   | Maj   | Jun   | Jul   | Aug  | Sep  | Okt  | Nov  | Dec  | Middel |
| -------------------- | ---- | ---- | ----- | ----- | ----- | ----- | ----- | ---- | ---- | ---- | ---- | ---- | ------ |
| Max. temperatur(°C)  | 30   | 30   | 30    | 29    | 28    | 27    | 26    | 26   | 27   | 28   | 29   | 30   | 28,3   |
| Min. temperatur(°C)  | 24   | 24   | 24    | 24    | 23    | 22    | 22    | 22   | 22   | 23   | 23   | 24   | 23,08  |
| Middeltemperatur(°C) | 27,0 | 27,0 | 27,0  | 26,5  | 25,5  | 24,5  | 24    | 24   | 24,5 | 25,5 | 26,0 | 27,0 | 25,7   |
| Nedbør (mm)          | 43,7 | 58,1 | 106,9 | 191,9 | 187,7 | 168,3 | 143,1 | 99,7 | 73,5 | 70,8 | 74,1 | 69,4 | 107,27 |